# Абу Таммам
Абу́ Тамма́м, полное имя Абу Тамма́м Хаби́б ибн Аус ат-Та’и (араб. أبو تمام حبيب بن أوس‎; 804, 807 или 805, Джасим — 846, Мосул) — древний арабский стихотворец, крупнейший поэт придворно-панегирического направления. Часто называется князем поэтов. Известен не только своими стихами, но и антологией арабской поэзии «Фусул аш-шуара» и «Хамаса». Известен как Абу Таммам.

## Биография
Родился в 807 году в Джасиме близ Дамаска в христианской семье греческого происхождения. Приняв ислам, стал ревностным мусульманином и даже придумал себе бедуинскую родословную. Его отец занимался торговлей вином в Дамаске.
В молодые годы много путешествовал в поисках заработка, побывал в крупнейших городах Сирии, Египта и Ирака. Так, например в Египте он продавал воду около мечети. Образование Таммам получил также в Египте, где изучал арабскую поэзию. Именно в Египте он написал свой первый стих, в котором прославлял местного сборщика податей. Кроме того он сочинял стихи, которые отображали политическое состояние его времени.
В 833 году он отправился в Сирию, где ему помогли попасть во двор халифа и он вскоре стал придворным панегиристом.
Его первые стихи не стали известными, так как халиф не счёл серьёзным то, что сочиняет человек одетый как бедуин. Его первый стих, который он посвятил халифу, дошёл до наших дней. Но первый провал не огорчил поэта и он в последующие годы осуществил путешествие к восточным границам царства и за этот период написал много стихов. В них он восхвалял местных управителей, в том числе управителя Армении и Багдада.
Через некоторое время слава Абу Таммама, как поэта начала расти, когда на престол сел другой халиф. Своё путешествие в Нишапур поэт прервал из-за того, что климат этой местности не подходил ему. Так, поэт оказался в Хамадане, где занялся написанием антологии стихов.
Был назначен начальником почты в Мосуле, что свидетельствовало о чрезвычайном доверии поэту, поскольку через почту переправляли и секретные донесения.
Умер в Мосуле в  846 году.

## Поэзия
Первые поэтические опыты Абу Таммама успеха не имели, но впоследствии его поэзия пришлась по вкусу высокопоставленным придворным. Абу Таммам оставил не только значительное количество стихов, но и антологию арабской поэзии, которая служила образцом для последующих поэтических антологий. Наиболее ценной из его антологий, дошедших до нас, считается знаменитая «Книга доблести» («Китаб аль-хамаса»). В ней собраны лучшие стихотворения нескольких сот арабских поэтов о храбрости и доблести бедуинских героев. Одноимённая книга ученика Абу Таммама, аль-Бахтури (820—897 гг.) тоже стала важнейшим источником древнеарабской поэзии для последующих поколений. Игра слов, расширение лексического состава с помощью иногда и искусственно придуманных слов, а также интеллектуальность стала характерной чертой поэзии Абу Таммама. Его поэзия богата на символизм и необычную персонификацию абстрактных идей.
Абу Таммаму были хорошо известны интеллектуальные стандарты его времени. Некоторые из его современников даже упрекали поэта, что он использует поэзию для демонстрации своей учёности. Поэт часто включал в свои стихи философские термины заимствованные из древнегреческой философии и необычные выражения. Таким образом, чтение поэзии Абу Таммама требовала от читателя знаний доступных в то время и предназначалась скорее для интеллектуальной элиты, а не для широких масс.
Большая часть стихотворений Абу Таммама составляют панегирики знатным лицам Халифата. В них поэт приписывает восхваляемому лицу традиционные достоинства араба-бедуина: благородство происхождения, храбрость, щедрость и т. д. Абу Таммам значительно обновил арсенал бедуинских образов, из-за чего многие средневековые филологи считали его одним из основоположников «нового стиля».
Современники Абу Таммама особенно ценили его героические стихи за прославление мужества мусульманского войска, в которых он описывал походы против Византийской империи, сражения, осады крепостей и т. д. Афористичность выражений сделала его предшественником философской лирики таких средневековых арабских поэтов, как аль-Мутанабби и аль-Маарри.
Ещё долго после смерти поэта критики отзывались о поэте, как хвалебно, так и против него. Один из шиитских поэтов даже заявлял о плагиате, с помощью которого Абу Таммам писал свои стихи.